# Ожанськ
Ожанськ (пол. Ożańsk) — село у Закерзонні, розташоване у Ярославському повіті Підкарпатського воєводства, сільська ґміна Павлосюв. Населення — 479 осіб (2011).

## Історія
5 травня 1426 р. Катерина дружина Симона з Ожанська продала став і шмат землі Мацейові з Цішаціна.
У 1772—1918 р. село було у складі Австрійської імперії.
У 1879 р. в селах Косині, Новосільці, Студяні й Ожанську було 5 греко-католиків, які належали до парохії Миротин Каньчуцького деканату Перемишльської єпархії. На той час унаслідок півтисячоліття латинізації та полонізації українці лівобережного Надсяння опинилися в меншості.
Відповідно до «Географічного словника Королівства Польського» в 1886 р. Ожанськ знаходився в Ланцутському повіті Королівства Галичини і Володимирії, було 236 мешканців, з них 216 римо-католиків.
У 1888 р. село востаннє згадується в Шематизмах, коли на три села Косина, Новосільці й Ожанськ був останній греко-католик, наступного року Ожанськ вже був вилучений з переліку сіл парохії.
У 1919—1939 роках село входило до Переворського повіту Львівського воєводства.
У 1975—1998 роках село належало до Перемишльського воєводства.

## Демографія
Демографічна структура станом на 31 березня 2011 року:
|          | Загалом | Допрацездатний вік | Працездатний вік | Постпрацездатний вік |
| -------- | ------- | ------------------ | ---------------- | -------------------- |
| Чоловіки | 218     | 54                 | 142              | 22                   |
| Жінки    | 261     | 55                 | 165              | 41                   |
| Разом    | 479     | 109                | 307              | 63                   |